# Кубинка II
Ку́бинка II — железнодорожная станция Большого кольца МЖД в Одинцовском районе Московской области.
На станции — 2 главных пути, к западу от них расположено не менее 7 дополнительных станционных путей для отстоя поездов.
Две пассажирские низкие платформы расположены у двух главных путей: островная (между ними) и боковая у второго (самого восточного) пути. Билетные кассы отсутствуют.
На станции останавливается 8 пар поездов: Детково - Поварово-2, Бекасово-1 - Кубинка-2, Апрелевка - Поварово-2, Бекасово-Сортировочное - Кубинка-2, Кубинка-1 - Поварово-2.
Станция является конечной для пяти пар электропоездов, следующих со стороны Бекасово-1. Также через станцию следуют 3 пары электропоездов до/от Поварово-2. Билеты для проезда приобретаются непосредственно в электропоездах у разъездных кассиров.
На пристанционной территории (у восточной боковой платформы) расположено двухэтажное административное здание, жилые дома станционных рабочих и несколько хозяйственных построек. Железнодорожные постройки и сооружения выдержаны в цветовой гамме, характерной для Смоленского направления Московской железной дороги.
Станция является узловой: на север — двухпутный перегон к станции Лукино, от южной горловины станции отходят три пути на развязке с радиальным Смоленским направлением, два из которых ведут к станции Кубинка-1, а третий идёт в южном направлении через мост над путями Смоленского направления МЖД напрямую к станции Акулово, минуя Кубинку-1 (однопутный перегон), на этом же пути чуть далее находятся стрелки на ветку №8 к Кубинке-1 и к военной части, также относящиеся к станции Кубинка-2. По этому пути следуют исключительно грузовые и транзитные скорые поезда. Все электропоезда Детково — Кубинка-2 и Бекасово-Сортировочное — Кубинка-2 следуют через станцию Кубинка-1. Так как оба соединительных пути подходят к восточной горловине станции Кубинка-1 в одном направлении (на Вязьму), безостановочное движение поездов от станции Кубинка-2 в сторону Москвы-Смоленской невозможно.
Также от станции Кубинка-2 отходят подъездные пути к нескольким близрасположенным воинским частям. Один путь к северо-западу заброшен и не используется.
Среднее время в пути электропоезда от Кубинки-2 до Кубинки-1 — 7 минут. До платформы 165 км (переход на станцию Манихино-1) — 48 минут. До станции Манихино-1 через станцию Манихино-2 — 1 час 9 минут.
От платформ осуществляется выход на восток к пруду и дачным участкам. Выход на запад к сильно разбитой дороге через лес к посёлку Старый Городок и автодороге от города Кубинки на север (в 1.7 км) осуществляется только через северную или южную горловину станции, к которым возможен проход от платформ вдоль путей по щебню.

## Галерея
- Вид с центра платформы на север.
- Станционное здание.
- Расписание 2013.
- Вид на платформы с северного края.
- Вид на станцию с северной горловины.
- Пруд к юго-востоку.
- Вид на платформы в отдалении с юга.
- Вид на станцию с южной горловины.
- Развязка с Белорусским направлением, вид на север к Кубинке-2.